# Brodek u Přerova (nádraží)
Brodek u Přerova (dřívější název: Brodek) je železniční stanice, která se nachází na trati Česká Třebová – Přerov, původní odbočné železniční trati společnosti c.k. privilegované Severní dráhy císaře Ferdinanda (SDCF) z Přerova do Olomouce v Brodku u Přerova. Je součástí třetího železničního rychlostního koridoru ČD.

## Historie
Výstavba odbočné tratě SDCF Přerov–Olomouc probíhala v roce 1841, dne 17. října 1841 projel vlak do Olomouce.
Zabezpečovací zařízení železniční stanice Hranice nad Moravou je dálkově řízeno z Centrálního dispečerského pracoviště Přerov (CDP Přerov).

## Tratě
- Železniční trať Česká Třebová – Přerov

### Vlečky
- v km 192,761 RSM Brodek u Přerova[6]
- v km 0,660 IDS BC Brodek u Přerova[6]
- v km 192,560 Cukrovar Brodek u Přerova[6]
- v km 0,325 MORAVAMALT, s.r.o., sladovna Brodek u Přerova[6]

## Stanice
V roce 1841 byla postavena jako jediná železniční stanice na odbočném křídle Přerov–Olomouc SDCF. Staniční budovou byl strážní domek, který byl zbourán v roce 1927. V roce 1855 byla postavena podle plánů architektů Ernesta Ehrenhause výpravní budova.

### Výpravní budova
V roce 1885 byla vybudována výpravní budova podle plánu architekta Ernesta Erenhause. Výpravní jednopatrová budova, která je obdélného půdorysu se třemi rizality (střední dvouosý, krajní jednoosé), na drážní straně ve středním rizalitu jsou dvojitá sdružená okna, s romantizujícími prvky. Výpravní budova byla krytá valbovou střechou. Korunní římsa byla zdobená zubořezem. V roce 1895 byla přistavěna přízemní boční křídla s plochou střechou. V roce 1955 byla budova výpravny adaptována, byla vyměněna okna za čtvercová, původní vápencové omítky nahrazeny břizolitem. Zachovány zůstaly vystupující nároží a korunní římsa bez obloučkového vlysu.

### Acetylenovna
Nedaleko od výpravní budovy byla postavena z režného cihlového zdiva podle typového plánu (Spezialplan No 1873) z roku 1906. Přízemní tříosá stavba s plochou střechou. V budově byl umístěn tzv. mokrý plynojem. Byla to zvonová nádoba jejíž dolní okraj byl ponořen do vodní nádrže. Zvýšením nebo snížením tlaku acetylénu ve zvonu se zvon samočinně vynořil nebo ponořil do vody. Zvýšením tlaku ve vyvíječi plynu se nádoba s karbidem vynořila z vody a ustala reakce karbidu s vodou, při poklesu tlaku se karbid zanořil do vody a začal se vyvíjet acetylén (ethyn). Acetylén byl odváděn do čisticího přístroje, kde se zbavil nežádoucích příměsí snižujících svítivost (amoniak, sirovodík) v čisticí látce, nejčastěji se používalo chlorové vápno. Vyčištěný acetylén byl odveden do plynojemu přes plynoměr a následně do acetylénových lamp. V budově lampárny byl sklad karbidu a jáma na vápno. Podle stejného typového plánu byla postavena dochovaná acetylénovna v Deutsch Wagramu v Rakousku.

## Služby ve stanici
V železniční zastávce jsou cestujícím poskytovány tyto služby: vnitrostátní pokladní přepážka (ČD), platba v eurech, platba platební kartou, prostory pro cestující, bezbariérové WC, veřejné parkoviště. Restaurační zařízení je v blízkosti nádraží.
Turistické trasy začínají u nádraží:
- zelená turistická trasa vede směrem na Kokory a Přerov
- modrá turistická trasa vede směrem na Tovačov a Kojetín

V blízkosti nádraží vede cyklotrasa 6049.